# Uroloba fuscicostata
Uroloba fuscicostata là một loài bướm đêm thuộc họ Pterophoridae. Loài này có ở Chile.
Sải cánh dài 21–24 mm. Con trưởng thành bay vào tháng 10, tháng 11 và tháng 12.